# Słotwina (dopływ Płóczki)
Słotwina – potok w południowo-zachodniej Polsce, prawy dopływ Płóczki, w powiecie lwóweckim, płynący przez wschodnią część Pogórza Izerskiego pośród Wzgórz Radomickich i Wzniesień Gradowskich.

## Przebieg
Źródła Słotwiny znajdują się na wysokości 420–430 m n.p.m. pomiędzy wzgórzami Kamiennik i Kołodzdziej. Wiele drobnych cieków łączy się w potok przed zabudowaniami Nagórza. Aż do ujścia Słotwina przepływa krętą i głęboką doliną kolejno przez wsie: Nagórze, Płóczki Górne i Płóczki Dolne. W tych ostatnich, na wysokości 230 m n.p.m. znajduje się ujście do Płóczki. Słotwina ma długość 7,5 km. Jej dolina jest w dużej części zabudowana. 
Niekiedy Słotwina bywa uważana za główny ciek, którego dopływem jest Płóczka. Według opracowań niemieckich Słotwina, nosząca nazwę Görre po połączeniu z górnym biegiem Płóczki (Seifen) tworzyła dolny bieg Płóczki (Görisseiffenbach)